# Gare de Compiègne
La gare de Compiègne est une gare ferroviaire française de la ligne de Creil à Jeumont, située à proximité (700 m) du centre-ville de Compiègne, sous-préfecture du département de l'Oise, en région Hauts-de-France. Une partie de son emprise est également située sur le territoire de la commune de Margny-lès-Compiègne.
Elle est mise en service en 1847, par la Compagnie des chemins de fer du Nord. C'est une gare de la Société nationale des chemins de fer français (SNCF), desservie par des trains TER Hauts-de-France.

## Situation ferroviaire

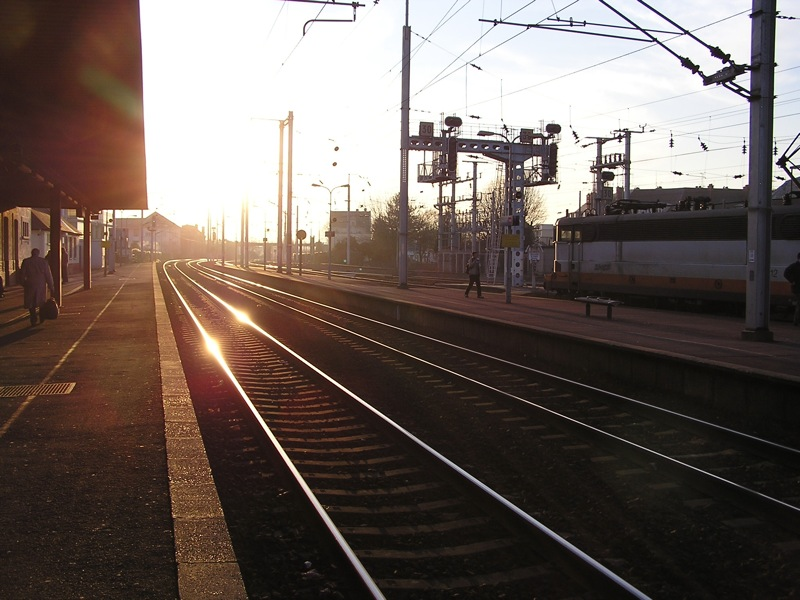
Quais et voies, en 2006.

Établie à 37 mètres d'altitude, la gare de Compiègne est un nœud ferroviaire situé au point kilométrique (PK) 83,559 de la ligne de Creil à Jeumont (entre les gares ouvertes de Jaux et de Longueil-Annel ; s'intercale celle fermée de Choisy-au-Bac), et au PK 62,872 de la ligne de Rochy-Condé à Soissons (après la gare ouverte de Remy), partiellement déclassée. Elle était également l'origine de la ligne de Compiègne à Roye-Faubourg-Saint-Gilles (en grande partie déclassée).

## Histoire
La gare de Compiègne est mise en service le 21 octobre 1847 par la Compagnie des chemins de fer du Nord, lorsqu'elle ouvre la section de Creil à Saint-Quentin.
En septembre 1901 la gare est spécialement aménagée, avec la construction d'un pavillon d'accueil, pour recevoir les passages du tsar Nicolas II en résidence au château pendant un bref séjour officiel en France.
De 1941 à 1944, la gare est un passage obligé pour les prisonniers arrivant au camp de Royallieu, mais aussi, à partir de 1942, pour ceux partants pour les camps de concentration et d'extermination. Ils faisaient le chemin à pied jusqu'à la gare où les attendaient les trains.
En 2009, la fréquentation de la gare était de 10 159 voyageurs par jour.

## Service des voyageurs

### Accueil
Gare SNCF, elle dispose d'un bâtiment voyageurs, avec guichets, ouvert tous les jours. Elle est équipée d'automates pour l'achat de titres de transport. C'est une gare « Accès Plus » disposant d'aménagements, d'équipements et de services pour les personnes à la mobilité réduite.
Un souterrain permet la traversée des voies et le passage d'un quai à l'autre.

### Desserte

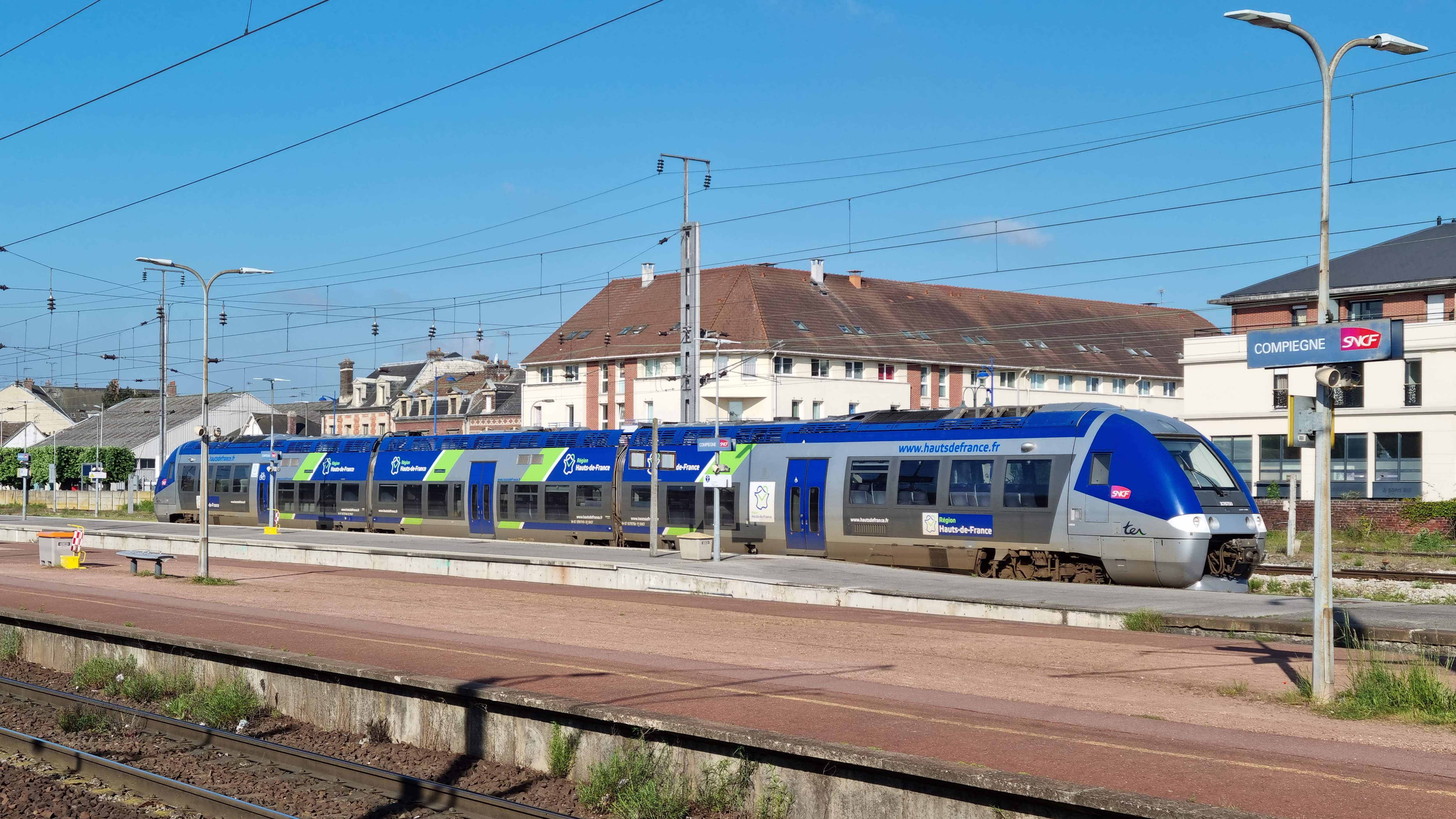
X 76500 assurant un TER en relation avec Amiens.

Compiègne est desservie par des trains TER Hauts-de-France qui effectuent des missions entre les gares : de Paris-Nord et de Saint-Quentin, Cambrai ou Maubeuge ; de Paris-Nord et de Compiègne ; de Compiègne et de Saint-Quentin ; de Compiègne et d'Amiens.

### Intermodalité
Un parc pour les vélos et un parking sont aménagés à ses abords.

#### Réseaux urbains
La gare est desservie par les lignes urbaines 1, 2, 3, 4, 5 et 6, les lignes périurbaines 101, 103, 105, 106, 107 et 109, la ligne ARC Express et la navette Hauts de Margny du réseau TIC. Le dimanche, la gare est desservie par les lignes dominicales D1 et D2. La gare est également desservie, du lundi au samedi, par le service de transport à la demande AlloTIC.

#### Réseaux interurbains
La gare est desservie par les lignes 602, 641, 650, 651, 652, 653, 654, 655, 656, 657, 658, 659, 660, 661, 662, 663, 664, 665, 667, 668, 669, 6321, 6322 et 6324 du réseau interurbain de l'Oise. Le stationnement des cars interurbains s'effectue sur le parvis.

## Quai des déportés

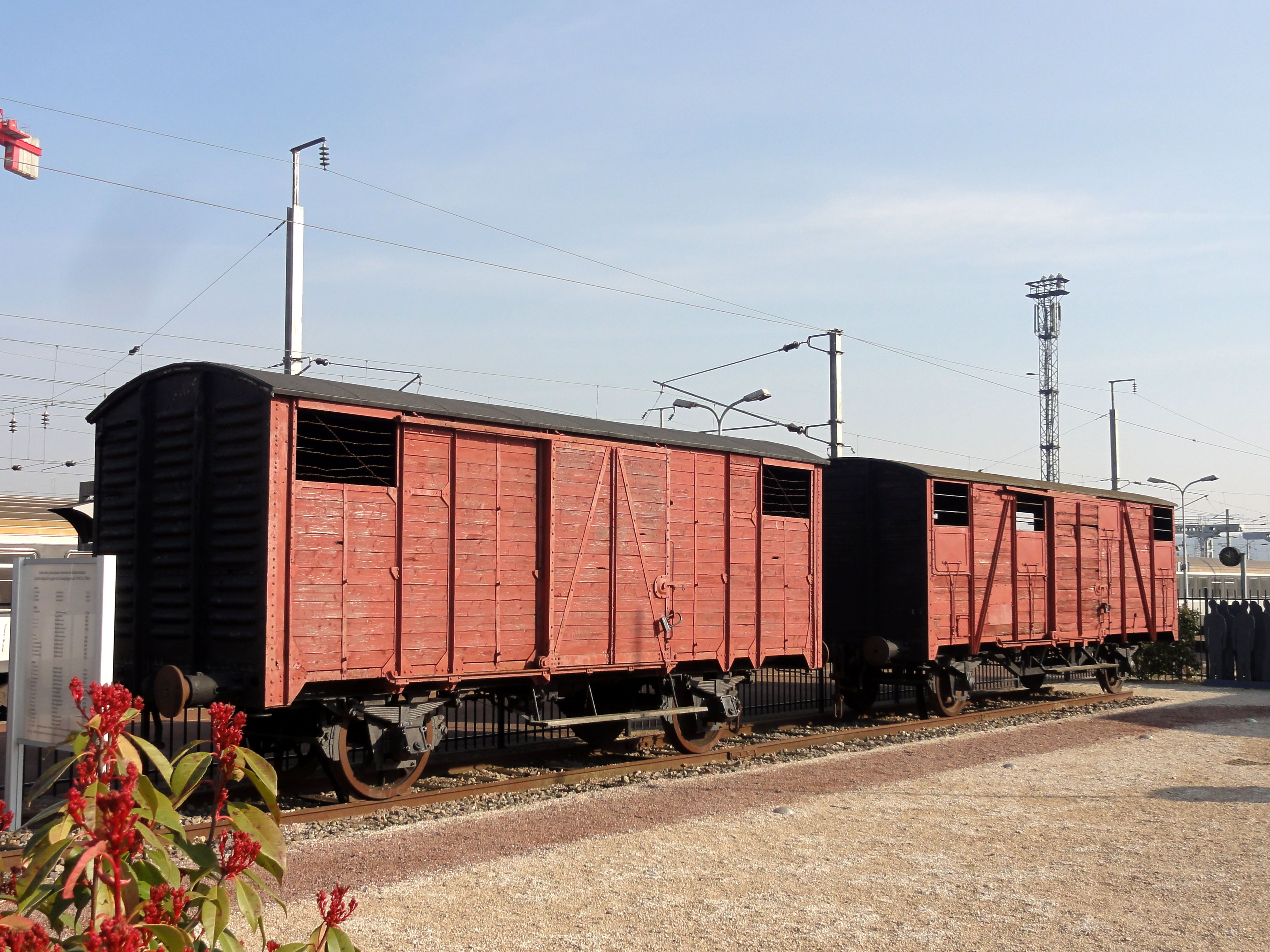
Mémorial du wagon de la Déportation.

En 1959, un monument commémoratif est érigé pour se souvenir de la déportation de près de 50 000 français, qui ont transité par la gare de Compiègne. Le « quai des déportés » est classé monument historique par arrêté le 7 septembre 2001.

## Service des marchandises
Cette gare est ouverte au service du fret.